# Áed Find
Áed Find, (Áed Il Bianco) o Áed mac Echdach (736 – 778), figlio di re Eochaid mac Echdach, un discendente di Domnall Brecc dei Cenél nGabráin, regnò sulla Dál Riata (odierna Scozia occidentale e contea irlandese di Antrim).

## Biografia
Sarebbe un antenato di Kenneth MacAlpin (Cináed mac Ailpín), che fu Re dei Pitti e, secondo la tradizione nazionale scozzese, il primo re di Scozia. Fu il capostipite della dinastia degli Alpin, che regnò sulla Scozia per parte del Medioevo. Tale discendenza passerebbe per il figlio di Áed, Eochaid mac Áeda Find, e il figlio di quest'ultimo, Alpín mac Echdach, che sono però personaggi la cui veridicità storica è dubbia e che forse sono frutto di costruzioni di età altomedievale. Gli
Annali dell'Ulster parlano di "una battaglia avvenuta nel Fortriu tra Áed e Cináed" nel 768. Questi personaggi sono identificati con Áed Find e Ciniod I dei Pitti, chiamato "Cinadhon" quando si parla della sua morte avvenuta nel 775. Gli Annali dei Quattro Maestri, che sono però una fonte meno attendibile, piazzano questa battaglia nel Leinster e affermano che a vincere fu Cináed mac Flainn degli Uí Failgi su Áed. Gli Annali dell'Ulster affermano che Áed morì nel 778 e che sul trono successe il fratello Fergus mac Echdach.

## Fonti
- Anderson, Alan Orr, Early Sources of Scottish History A.D 500–1286, volume 1. Reprinted with corrections. Paul Watkins, Stamford, 1990. ISBN 1-871615-03-8
- Bannerman, John, "The Scottish Takeover of Pictland" in Dauvit Broun & Thomas Owen Clancy (eds.) Spes Scotorum: Hope of Scots. Saint Columba, Iona and Scotland. T & T Clark, Edinburgh, 1999. ISBN 0-567-08682-8
- Broun, Dauvit, The Irish Identity of the Kingdom of the Scots. Boydell, Woodbridge, 1999. ISBN 0-85115-375-5
- Broun, Dauvit, "Pictish Kings 761–839: Integration with Dál Riata or Separate Development" in Sally M. Foster (ed.), The St Andrews Sarcophagus: A Pictish masterpiece and its international connections. Four Courts, Dublin, 1998. ISBN 1-85182-414-6
- CELT: Corpus of Electronic Texts at University College Cork
  - The Corpus of Electronic Texts includes the Annals of Ulster, Tigernach, the Four Masters and Innisfallen, the Chronicon Scotorum, the Lebor Bretnach (which includes the Duan Albanach), Genealogies, and various Saints' Lives. Most are translated into English, or translations are in progress
- Annals of Clonmacnoise at Cornell
- The Chronicle of the Kings of Alba, su arts.ed.ac.uk. URL consultato il 19 dicembre 2014 (archiviato dall'url originale il 6 giugno 2007).